# Моратинос, Мигель Анхель
Миге́ль А́нхель Морати́нос Куяубе́ (исп. Miguel Ángel Moratinos Cuyaubé; род. 8 июня 1951, Мадрид) — испанский дипломат, юрист и политик. В 2004—2010 годах занимал должность министра иностранных дел и международного сотрудничества в кабинете Сапатеро. Член Испанской социалистической рабочей партии.

## Биография
Изучал юриспруденцию и политологию и, начав дипломатическую карьеру, проработал в 1974—1979 годах в должности начальника отдела координации по вопросам Восточной Европы в министерстве иностранных дел Испании.
В 1979—1980 годах первый секретарь, в 1980—1984 годах временный поверенный посольства в Югославии.
В 1984—1987 годах политический советник посольства в Марокко.
В 1987—1991 годах занимался в МИДе Испании вопросами Северной Африки. В 1991—1993 годах генеральный директор Института сотрудничества с арабским миром, а с 1993 года возглавлял департамент внешней политики в отношении Африки и Ближнего Востока. В 1996 году он был назначен послом в Израиле, а с декабря того же года — специальным уполномоченным ЕС по ближневосточному мирному урегулированию (на этой работе оставался до 2003 года).
В 2004 году был избран в испанский парламент от ИСРП и 20 апреля был назначен министром иностранных дел. Он занимался выводом испанского военного контингента из Ирака. В 2004 году работал над инициативой Альянса цивилизаций. В 2007 году подвергся критике со стороны оппозиционной Народной партии за попытки наладить диалог по правам человека с кубинскими властями.
В сентябре 2007 года занимал пост Председателя Совета Безопасности ООН, в 2007 году — председателя ОБСЕ. В ноябре 2008 — мае 2009 года — председатель Комитета министров Совета Европы. В январе-июне 2010 года занимал пост председателя Совета министров Евросоюза.
Смещён с должности при реорганизации правительства 20 октября 2010 года. Его преемницей стала Тринидад Хименес.
Почётный доктор СПбГУП с 2011 года.

## Награды
- Орден Сербского флага 1-й степени (2013 год, Сербия)[3]
- Гранд-офицер ордена Трёх звёзд (Латвия)
- Орден Креста земли Марии 1-го класса (5 июля 2007 года, Эстония)[4]
- Орден Белой звезды 1-го класса (5 декабря 1995 года, Эстония)[5]
- Медаль «100-летие органов дипломатической службы Азербайджанской Республики» (2019 год, Азербайджан)[6]
- Почётный гражданин Белграда (2009 год, Сербия)[7]